# Seri DeYoung
Seri DeYoung, née le 11 avril 1989 à San Bernardino (Californie), est une actrice américaine. Elle est surtout connue pour son rôle de Claire dans la série télévisée Good Trouble.  

## Filmographie

### Cinéma
- 2009 : Laid to Rest : une fille
- 2009 : Sous haute protection : une mondaine
- 2014 : Bullet : Jessica
- 2015 : Beauty in the Broken : Annabelle
- TBA : Maya de Julia Verdin : Jen

### Télévision

#### Séries télévisées
- 2008 : Breaking Bad : une élève
- 2010 : Médium : Rebecca Coakley
- 2011 : NCIS : Enquêtes spéciales : Allison
- 2013 : The Flip Side
- 2016 : Code Black : Moon
- 2017 : Jean-Claude Van Johnson : Dagny
- 2018 : The Pact : Emily
- 2018 : American Horror Story: Apocalypse : une des femmes grises (saison 8, épisode 1)
- 2018 : Forever : monitrice de ski
- 2019 : Adam Ruins Everything : Denise
- 2018–2019  : S.W.A.T. : Gelina (3 épisodes)[2]
- 2019 : Into the Dark : Daisy
- 2019–2023 : Good Trouble : Claire Badgley (48 épisodes)